# La Pyle

La Pyle este o comună în departamentul Eure, Franța. În 1 ianuarie 2022 avea o populație de 157 de locuitori.